# China Communications Construction
China Communications Construction Company («Китайская компания строительства коммуникаций», сокр. CCCC) — госкорпорация, специализирующаяся на строительстве объектов транспортной инфраструктуры. СССС — один из мировых лидеров в области проектирования и строительства портов, портового оборудования, дноуглубления, проектирования и строительства жилой и коммерческой недвижимости, автодорог и мостов, железных дорог, метро, аэропортов, других объектов транспортной инфраструктуры. Компания представлена в 139 странах.
В списке крупнейших публичных компаний мира Forbes Global 2000 за 2019 год заняла 180-е место (104-е по выручке, 276-е по чистой прибыли, 230-е по активам и 475-е по рыночной капитализации); из китайских компаний в этом списке заняла 33-е место. В рейтинге Fortune Global 500 (2019) компания заняла 93-е место. China Communications Construction Company занимала 3-е место в рейтинге журнала ENR Топ-250 крупнейших международных подрядчиков за 2016 год.
Компания реализовала большое количество крупных проектов в КНР и других странах, включая проектирование, строительство и оснащение 7 из 10 крупнейших по грузообороту портов мира, проектирование и строительство самых протяжённых в мире мостов, строительство автомагистралей, возведение жилых и коммерческих комплексов. Компания построила самый длинный в мире морской мост Ханчжоу Бэй длиной 36 км, самые большие в мире шлюзовые ворота для порта Антверпен (Бельгия).

## История
Китайская корпорация по строительству дорог и мостов (China Road and Bridge Corporation) была сформирована в 1979 году, в следующем году появилась Китайская компания по строительству портовых сооружений (China Harbour Engineering Company). В 2005 году они были объединены в группу China Communications Construction Group, полностью подчинённую Комитету по контролю и управлению государственным имуществом Китая (SASAC). 8 октября 2006 года она зарегистрировала дочернюю компанию China Communications Construction Company; 15 декабря 2006 года её акции были размещены на Гонконгской фондовой бирже, а 9 марта 2012 года также и на Шанхайской фондовой бирже.
В 2015 году в России открылся московский филиал China Communications Construction Company.
В 2017 году Shanghai Zhenhua Heavy Industries была выделена в самостоятельную компанию; эта компания производит технические суда, плавкраны, шельфовое оборудование, судостроительные краны и т. д.

### Проекты
Проекты, в которых компания выступала одним из основных подрядчиков:
- Мост Хайцан — построен в 1999 году
- Мост Дунхай — построен в 2005 году
- Жуньянский висячий мост — построен в 2005 году
- Даньян-Куньшаньский виадук — самый длинный мост в мире, построен в 2011 году
- Мост через залив Ханчжоувань — построен в 2008 году
- Мост Сутун — построен в 2008 году
- Мост Сурамаду — в Индонезии, построен в 2009 году
- Мост Сихоумэнь — построен в 2009 году
- Пекин-Шанхайская высокоскоростная железная дорога — построена в 2011 году
- Скоростная дорога Хэган — Далянь — построена в 2012 году
- Мост Циншуйхэ (автодорога Гуйян — Вэнъань) — построен в 2015 году
- Sultan Abdul Halim Muadzam Shah Bridge[англ.] — в Малайзии, построен в 2014 году
- Мост Лунцзян — построен в 2016 году
- Мост Дугэ — построен в 2016 году, самый высокий мост в мире (наибольшая высота 565 м)
- Мост Цзиньтан — построен в 2016 году
- Каракорумское шоссе
- Порт Яншань
- Пекинский аэропорт Шоуду
- Мост Гонконг — Чжухай — Макао — построен в 2017 году
- Порт Ламу в Кении[6]

CCCC совместно с «ВЭБ Капитал» реализуют проект строительства многофункционального центра на территории МОАО «Слава» (Второй часовой завод). Запланированная площадь застройки 318 тысяч м². Проект включает строительство торгового центра, гостиницы, офисов и апартаментов.
В 2015 году China Communications Construction Company выполнила работы по дноуглублению акватории и подходного канала Многофункционального морского перегрузочного комплекса (ММПК) «Бронка» (Большой порт Санкт-Петербург) в объёме около 10 млн м³ для обеспечения глубины до 14,4 м.
China Communications Construction Company выступила спонсором III Международного форума дноуглубительных компаний, который состоялся в Москве 25 февраля 2016 года. Мероприятие проводилось при содействии министерства транспорта Российской Федерации и Федерального агентства морского и речного транспорта.
Среди потенциальных проектов China Communications Construction Company обсуждается возможность строительства железнодорожной магистрали «Китай-Киргизия-Узбекистан», моста через реку Лену, а также участие в проектах Автодора — Международного транспортного маршрута Европа — Западный Китай (ММТ ЕЗК), Шёлкового пути «One Belt, One Road».
Компания CCCC, наряду с Банком развития Китая, подтвердила заинтересованность в финансировании российской части международного транспортного коридора «Европа-Западный Китай». В апреле 2016 года в Шанхае «Автодор» и Федеральный центр проектного финансирования (ФЦПФ, Группа ВЭБ) в рамках предварительного road show презентовали российскую часть проекта потенциальным китайским инвесторам. Им была представлена схема реализации проекта, его основные финансово-экономические показатели и технические характеристики участков коридора в регионах прохождения маршрута. МТК «Европа — Западный Китай» — масштабный комплексный инвестиционный проект, охватывающий территории России, Казахстана и Китая. Общая протяжённость маршрута Санкт-Петербург — Москва — Казань — Оренбург — Актобе — Кызылорда — Шымкент — Алматы — Урумчи — Ланьчжоу — Чжэнчжоу — Ляньюньган составляет более 8 тысяч километров.
В марте 2017 года в Хабаровске прошла встреча полпреда Президента России в ДФО Юрия Трутнева и заместителя министра Российской Федерации по развитию Дальнего Востока Александра Крутикова с председателем правления «Гуанда» Гао И, вице-президентом китайской корпорации по строительству дорог и мостов (CRBC) Лю Хунь и руководством China Communications Construction Company. На встрече с китайскими инвесторами обсуждалось их участие в строительстве объектов инфраструктуры транспортных коридоров «Приморье-1», «Приморье-2» и Владивостокской кольцевой автомобильной дороги.

## Деятельность
На материковый Китай приходится 80,5 % выручки, на другие регионы (включая Гонконг и Макао) — 19,5 %.
Основные подразделения:
- строительство инфраструктуры (85 % выручки):
  - строительство дорог и мостов (40 % контрактов)
  - муниципальное строительство (аэропорты, метро, канализация, 35 % контрактов)
  - строительство портовых терминалов (4 % контрактов)
  - строительство железных дорог (1 % контрактов)
  - зарубежные проекты (в первую очередь Африка, Юго-Восточная Азия, Океания, Гонконг и Макао, 20 % контрактов)
- проектирование (исследование местности, составление планов и чертежей, контроль за выполнением проектов, 6,2 % выручки)
- дноуглубительные работы и намыв территорий (около 10 % контрактов приходится на зарубежные рынки, 6,4 % выручки)
- другая деятельность (2,4 % выручки)

|                     | 2005  | 2006  | 2007  | 2008  | 2009  | 2010  | 2011  | 2012  | 2013  | 2014  | 2015  | 2016  | 2017  | 2018  |
| ------------------- | ----- | ----- | ----- | ----- | ----- | ----- | ----- | ----- | ----- | ----- | ----- | ----- | ----- | ----- |
| Оборот              | 83,27 | 114,9 | 150,6 | 178,9 | 226,9 | 272,7 | 294,3 | 295,3 | 331,8 | 340,6 | 380,3 | 406,3 | 460,1 | 488,7 |
| Чистая прибыль      | 2,971 | 4,286 | 7,574 | 7,876 | 8,004 | 9,901 | 11,98 | 11,76 | 12,27 | 13,73 | 15,77 | 17,46 | 18,54 | 20,44 |
| Активы              | 79,06 | 127,0 | 167,4 | 218,1 | 264,1 | 307,8 | 358,8 | 434,3 | 517,4 | 630,2 | 731,3 | 801,1 | 849,9 | 960,5 |
| Собственный капитал | 12,45 | 36,73 | 53,96 | 52,17 | 66,23 | 71,08 | 80,94 | 96,12 | 104,9 | 131,6 | 169,0 | 186,6 | 205,6 | 239,7 |

## Дочерние компании
- China Harbour Engineering Company (CHEC, «Китайская компания по строительству портовых сооружений») — основана в 1980 году, осуществляет проекты в более, чем 60 странах, более 10 тысяч сотрудников[19].
- China Road and Bridge Corporation (CRBC, «Китайская корпорация по строительству дорог и мостов») — основана в 1979 году, автор самого длинного моста в мире, Даньян-Куньшаньский виадук[20].
- CCCC First Harbour Engineering Co., Ltd.
- CCCC First Highway Engineering Co., Ltd.
- Road & Bridge International Co., Ltd.
- CCCC Tunnel Engineering Co., Ltd.
- CCCC Water Transportation Consultants Co., Ltd.
- CCCC Highway Consultants Co., Ltd.
- CCCC First Harbour Consultants Co., Ltd.
- CCCC First Highway Consultants Co., Ltd.
- China Highway Engineering Consultants Co., Ltd.
- China Infrastructure Maintenance Group Co., Ltd.
- CCCC Dredging (Group) Co., Ltd.
- CCCC Investment Co., Ltd.
- CCCC Xi’an Road Construction Machinery Co., Ltd.
- China Highway Vehicle & Machinery Co., Ltd.
- Chuwa Bussan Co., Ltd. (Япония, 75 %)
- CCCC Shanghai Equipment Engineering Co., Ltd.
- CCCC Mechanical & Electrical Engineering Co., Ltd.
- China Communications Materials & Equipment Co., Ltd.
- CCCC Finance Company Limited (95 %)
- CCCC International Holding Limited (Гонконг)
  - John Holland Group[англ.] — австралийская строительная компания, основана в 1949 году, в апреле 2015 года куплена China Communications Construction Company за $1,15 млрд.
  - Friede Goldman United, Ltd. — куплена в августе 2010 года
  - Concremat Engenharia e Tecnologia S.A. — 80-процентная доля куплена в январе 2017 года.
- CCCC Financial Leasing Co., Ltd.
- CCCC Fund Management Co., Ltd. (70 %)
- CCCC Asset Management Co., Ltd.
- CCCC Urban Investment Co., Ltd.
- CCCC Beijing-Tianjin-Hebei Investment Development Co., Ltd.